# District de la Sarine
 (février 2022).
Si vous disposez d'ouvrages ou d'articles de référence ou si vous connaissez des sites web de qualité traitant du thème abordé ici, merci de compléter l'article en donnant les références utiles à sa vérifiabilité et en les liant à la section « Notes et références ».
Le district de la Sarine, appelé en allemand Saanebezirk, est un des sept districts du canton de Fribourg en Suisse. Son chef-lieu est Fribourg.

## Généralités
Le district a une superficie de 217,65 km2 et compte 108 595 habitants en 2022.
Le district est situé au centre du canton et est le plus peuplé. Il compte deux arrondissements électoraux pour le Grand Conseil : la ville de Fribourg et Sarine-Campagne. Avec une occupation de 433 habitants au kilomètre carré, le district de la Sarine est le district à la densité la plus forte. L'agglomération autour de la ville de Fribourg regroupe déjà environ 70 000 habitants. Le solde des habitants vivant soit dans des communes de type périurbain de moyenne taille (Le Mouret, Gibloux, etc.) soit dans quelques villages ruraux (Autafond (commune de Belfaux), Chésopelloz (commune de Corminboeuf), Senèdes (commune de Bois-d'Amont), etc.)
Le district compte deux villes, Fribourg et Villars-sur-Glâne. Ces deux villes sont voisines et leur tissu bâti s'intègrent l'un dans l'autre.

## Préfecture
Le Conseil d'État est représenté par le préfet qui est élu par le peuple depuis 1976. Le préfet de la Sarine est à la fois le représentant du Conseil d'État (exécutif) et le chef de la police ainsi que de la police des constructions. C'est l'administration de la préfecture qui délivre tous les permis de construire dans le district. 
Les préfets de la Sarine sont aussi, plus par tradition que par obligation, président d'une multitude d'association de communes. Le préfet Nicolas Deiss a ainsi mené la construction de l'Agglomération, entité politique regroupant 10 communes autour de la ville de Fribourg. Le préfet de la Sarine joue aussi un rôle important dans les fusions entre communes. 
Les préfets de la Sarine ont été les suivants :
- 1848 (juin) : Alexandre Thorin
- 1848 (juillet)-1852 : Jacques Blanc
- 1852-1857 : Alexandre Thorin
- 1857-1862 : Pierre Reynold
- 1862 : François Ducrest
- 1862-1877 : Albert Féguely
- 1877-1882 : Antonin Boccard
- 1882-1918 : Charles Wuilleret
- 1918-1919 : Bernard Weck
- 1919-1932 : Adrien Mauroux
- 1932-1951 : Louis Renevey
- 1951-1957 : Marcel Renevey
- 1957-1975 : Laurent Butty
- 1976-1996 : Hubert Lauper (Parti démocrate-chrétien)
- 1996-2008 : Nicolas Deiss (Parti démocrate-chrétien)
- 2008-2021 : Carl-Alex Ridoré (Parti socialiste)
- 2022 : Lise-Marie Graden (Parti socialiste)[2]

## Communes
Voici la liste des communes composant le district avec, pour chacune, sa population.
| Nom officiel        | N° OFS | Population (décembre 2022) |
| ------------------- | ------ | -------------------------- |
| Autigny             | 2173   | +000794,                   |
| Avry                | 2174   | +001 921,                  |
| Belfaux             | 2175   | +003 406,                  |
| Bois-d'Amont        | 2238   | +002 344,                  |
| Chénens             | 2177   | +000835,                   |
| Corminboeuf         | 2183   | +002 893,                  |
| Cottens             | 2186   | +001 521,                  |
| Ferpicloz           | 2194   | +000263,                   |
| Fribourg            | 2196   | +037 653,                  |
| Gibloux             | 2236   | +007 934,                  |
| Givisiez            | 2197   | +003 183,                  |
| Granges-Paccot      | 2198   | +003 853,                  |
| Grolley-Ponthaux    | 2239   | +002 889,                  |
| Hauterive           | 2233   | +002 668,                  |
| La Brillaz          | 2234   | +002 118,                  |
| La Sonnaz           | 2235   | +001 381,                  |
| Le Mouret           | 2220   | +003 250,                  |
| Marly               | 2206   | +008 596,                  |
| Matran              | 2208   | +001 721,                  |
| Neyruz              | 2211   | +002 837,                  |
| Pierrafortscha      | 2216   | +000154,                   |
| Prez                | 2237   | +002 454,                  |
| Treyvaux            | 2226   | +001 531,                  |
| Villars-sur-Glâne   | 2228   | +012 328,                  |
| Villarsel-sur-Marly | 2230   | +0 00068,                  |
| Total               | Total  | +108 595,                  |